# Lista de episódios de Ben 10: Omniverse
Segue a lista de episódios da série de desenho animado Ben 10: Omniverse. Apesar  anúncio não oficial de 40 episódios, Derrick J. Wyatt respondeu em seu Formspring a produção de 60 episódios, porém sem qualquer pronunciamento oficial do Cartoon Network.

## Resumo
| Temporada | Temporada             | Episódios | Exibição original       | Exibição original      | Exibição no Brasil     | Exibição no Brasil     | Exibição em Portugal   | Exibição em Portugal   |
| Temporada | Temporada             | Episódios | Estreia de temporada    | Final de temporada     | Estreia de temporada   | Final de temporada     | Estreia de temporada   | Final de temporada     |
| --------- | --------------------- | --------- | ----------------------- | ---------------------- | ---------------------- | ---------------------- | ---------------------- | ---------------------- |
| 1         | Um Novo Começo        | 10        | 22 de setembro de 2012  | 17 de novembro de 2012 | 1 de outubro de 2012   | 18 de março de 2013    | 1 de dezembro de 2013  | 30 de janeiro de 2014  |
| 2         | A Vingança de Malware | 10        | 24 de novembro de 2012  | 2 de fevereiro de 2013 | 26 de novembro de 2012 | 19 de agosto de 2013   | 3 de fevereiro de 2014 | 17 de março de 2014    |
| 3         | A Invasão Inkursiana  | 10        | 9 de fevereiro de 2013  | 6 de abril de 2013     | 31 de março de 2013    | 30 de setembro de 2013 | 2 de maio de 2014      | 7 de junho de 2014     |
| 4         | Duelo das Duplicatas  | 10        | 5 de outubro de 2013    | 7 de dezembro de 2013  | 7 de outubro de 2013   | 3 de maio de 2014      | 6 de junho de 2014     | 8 de setembro de 2014  |
| 5         | Monstros Galácticos   | 10        | 15 de fevereiro de 2014 | 19 de abril de 2014    | 4 de dezembro de 2014  | 13 de janeiro de 2015  | 12 de setembro de 2014 | 9 de outubro de 2014   |
| 6         | Os Rooters do Mal     | 10        | 6 de outubro de 2014    | 17 de outubro de 2014  | 20 de junho de 2014    | 27 de setembro de 2015 | 4 de junho de 2015     | 19 de julho de 2015    |
| 7         | Mad Ben               | 10        | 20 de outubro de 2014   | 31 de outubro de 2014  | 1 de março de 2015     | 11 de outubro de 2015  | 6 de setembro de 2015  | 30 de outubro de 2015  |
| 8         | Guerra Temporal       | 10        | 3 de novembro de 2014   | 14 de novembro de 2014 | 22 de setembro de 2015 | 29 de outubro de 2015  | 31 de outubro de 2015  | 11 de novembro de 2015 |

## Lista de episódios

### Primeira temporada
| No. | Título                                                                          | Escrito por                           | Estréia Original                              | Código de produção |
| --- | ------------------------------------------------------------------------------- | ------------------------------------- | --------------------------------------------- | ------------------ |
| 1 | "Quanto Mais as Coisas Mudam, Parte 1" "The More Things Change, Part 1"         | Charlotte Fullerton e Dwayne McDuffie | 1 de agosto de 2012 01 de Outubro de 2012     | 101                |
| Ben de 11 anos enfrenta o vilão Malware pela segunda vez. Cinco anos depois, Gwen e Kevin vão para uma universidade e Ben ganha um novo parceiro chamado Rook Blonko. Ao mesmo tempo, depara-se com o mascote de um novo inimigo, Khyber. Ben também descobre extorsões em todas as lojas alienígenas de Bellwood causadas por um grupo de marginais que quase destoem a loja do Sr. Baumann. Eles os perseguem até uma cidade subterrânea de alienígenas embaixo de Bellwood, a Cidade de Baixo.           |                                                                                 |                                       |                                               |                    |
| 2 | "Quanto Mais as Coisas Mudam, Parte 2" "The More Things Change, Part 2"         | Matt Wayne e Dwayne McDuffie          | 22 de setembro de 2012 01 de Outubro de 2012  | 102                |
| Depois de deterem o Cabeça de Bolha, Fistina e Liam destruindo a loja de Sr. Baumann, Ben e Rook descobrem que Psyphon era o chefe das extorsões. Ao mesmo tempo, Khyber envia seu mascote em forma de Lagartoide em busca de Ben. Quando Psyphon é capturado, é culpado pelos estragos do cão de Khyber. |                                                                                 |                                       |                                               |                    |
| 3 | "Um Choque do Passado" "A Jolt from the Past"                                   | Eugene Son                            | 29 de setembro de 2012 08 de Outubro de 2012  | 103                |
| Os Megawatts que Ben enfrentou em sua juventude voltaram. Desta vez, eles precisam da ajuda de Ben quando eles são usados como fonte de poder para o vilão Fistrick e sua gangue. |                                                                                 |                                       |                                               |                    |
| 4 | "Problema Heliocoidal" "Trouble Helix"                                          | Geoffrey Thorne                       | 6 de outubro de 2012 28 de Outubro de 2012    | 106                |
| Khyber descobre informações secretas de Ben. Uma delas mostra um arquivo do jovem Ben Tennyson enfrentando Malware pela primeira vez. |                                                                                 |                                       |                                               |                    |
| 5 | "Eu Tenho uma Proposta para Você" "Have I Got a Deal For You!"                  | Len Wein                              | 13 de outubro de 2012 18 de Março de 2013     | 108                |
| Ben conhece um alienígena artista confiante chamado Professor Blarney T. Hokestar, o qual possui um elixir milagroso extraído de um pequeno alienígena chamado Skreegit, que é mantido em seu laboratório. Quando um ativista Florauna (espécie do cipó selvagem) convence Ben a ajudá-lo a libertar o pequeno alienígena do laboratório de Hokestar, o caos se espalha quando o nitrogênio da atmosfera da Terra transforma o Skreegit em um monstro gigante e Ben precisa impedi-lo de destruir a cidade. |                                                                                 |                                       |                                               |                    |
| 6 | "Foram Eles" "It Was Them!"                                                     | David McDermott                       | 20 de outubro de 2012 22 de Outubro de 2012   | 105                |
| Khyber manda seu cão atacar Ben mais uma vez. Ben chega a conclusão de que o responsável por isso é Dr. Animal. |                                                                                 |                                       |                                               |                    |
| 7 | "Adeus, e Obrigado pelos Sorvetes" "So Long, and Thanks for All the Smoothies!" | Len Uhley                             | 27 de outubro de 2012 15 de Outubro de 2012   | 104                |
| Quando Ben e Rook investigam uma nave-fantasma alienígena, eles descobrem que Argit, os Irmãos Vreedle e os Incursianos estão lutando pela posse de um dispositivo apocalíptico universal chamado de Aniquilargue. |                                                                                 |                                       |                                               |                    |
| 8 | "Beco do Calor" "Hot Stretch"                                                   | Stan Berkowitz                        | 3 de novembro de 2012 05 de Novembro de 2012  | 107                |
| Ben e Rook se deparam com alienígenas elásticos e de sangue quente que planejam ativar um vulcão com um motor de bomba nuclear, destruindo a cidade de Bellwood durante o processo. Ester, uma das membras do grupo parece gostar de Ben e trai seu povo para ajudá-lo. |                                                                                 |                                       |                                               |                    |
| 9 | "Predadores e Presas: Parte 1" "Of Predators and Prey, Part 1"                  | Kevin Rubio                           | 10 de novembro de 2012 12 de Novembro de 2012 | 109                |
| O cão de Khyber ataca Ben novamente, até que Ben decide procurá-lo antes que ele o encontre de surpresa novamente. Isso acaba fazendo Ben e Rook se desentenderem e cada um decide resolver o caso de seu próprio jeito. |                                                                                 |                                       |                                               |                    |
| 10 | "Predadores e Presas: Parte 2" "Of Predators and Prey, Part 2"                  | Marty Isenberg                        | 17 de novembro de 2012 26 de Novembro de 2012 | 110                |
| Ben e Rook batalham contra Khyber e seu mascote em sua aeronave. |                                                                                 |                                       |                                               |                    |

### Segunda temporada
| No. | Título                                                                      | Dirigido por   | Escrito por     | Estréia Original                              | Código de produção |
| --- | --------------------------------------------------------------------------- | -------------- | --------------- | --------------------------------------------- | ------------------ |
| 11 | "Fuga em Massa" "Outbreak"                                                  | Dan Riba       | Geoffrey Thorne | 24 de novembro de 2012 26 de Novembro de 2012 | 203                |
| O Nemetrix do mascote de Khyber está com um defeito que só pode ser reparado com uma parte do Omnitrix. Dr. Psychobos vai até a base dos Encanadores para roubá-la. Isso acaba causando um defeito no Omnitrix que transforma Psyphon e sua gangue em alienigenas do relógio e eles vão tentar escapar da prisão.       |                                                                             |                |                 |                                               |                    |
| 12 | "Muitas Felicidades" "Many Happy Returns"                                   | Jae Hong Kim   | Jonathan Callan | 1 de dezembro de 2012 06 de Janeiro de 2013   | 201                |
| Gwen e Kevin visitam Bellwood durante um feriado depois de Ben salvar uma garota de um incêndio. Kevin pede ajuda de Ben, pois está sendo perseguido por uma Tetramandi (espécie do Quatro Braços) chamada Looma que diz que Kevin é seu marido.                                                                        |                                                                             |                |                 |                                               |                    |
| 13 | "Fui Pescar" "Gone Fishin'"                                                 | Chris Berkley  | Tom Minton      | 8 de dezembro de 2012} 14 de Janeiro de 2013  | 202                |
| O Magistrado Patelliday é sequestrado por piratas que roubam navios e colocam-os em garrafas de vidro gigantes para vendê-los. Ben, Rook e Max vão tentar resgatá-lo. |                                                                             |                |                 |                                               |                    |
| 14 | "Blukic e Driba vão ao Senhor Sorvete" "Blukic & Driba Go to Mr. Smoothy's" | Jae Hong Kim   | Eugene Son      | 15 de dezembro de 2012 21 de Janeiro de 2013  | 204                |
| Trombipulor retorna e tenta achar amendoins para obter um poder supremo, e Ben acha que ele está planejando fazer algo contra o planeta. Enquanto isso, Blukic e Driba vão ao Senhor Sorvete. |                                                                             |                |                 |                                               |                    |
| 15 | "Malfeitor" "Malefactor"                                                    | Chris Berkeley | David McDermott | 22 de dezembro de 2012 28 de Janeiro de 2013  | 205                |
| Ben e Rook são atacados por Khyber, seu mascote e Malware em um evento anual de Bellwood. |                                                                             |                |                 |                                               |                    |
| 16 | "Manos no Espaço" "Bros in Space"                                           | Dan Riba       | Richard Pursel  | 12 de janeiro de 2013 11 de Março de 2013     | 206                |
| Ben e Rook vão ao planeta natal de Rook, Revonnah, que está sendo ameaçado por Fistrick que está controlando os Muroids, os roedores da região, e fazendo-os roubarem a Ogia Amber, uma fruta típica do planeta. |                                                                             |                |                 |                                               |                    |
| 17 | "Desenvolvimento Interrompido" "Arrested Development"                       | Jae Hong Kim   | Len Uhley       | 5 de janeiro de 2013 04 de Março de 2013      | 207                |
| Billy Billions, um antigo rival de Ben, retorna querendo vingança e transforma Ben e Rook em seus corpos de criança. |                                                                             |                |                 |                                               |                    |
| 18 | "Rituais de Noivado" "Rules of Engagement"                                  | Chris Berkley  | Len Wein        | 23 de março de 2013 16 de setembro de 2013    | 208                |
| Julie, Ester e Princesa Looma lutam para ter o amor de Ben. |                                                                             |                |                 |                                               |                    |
| 19 | "Confronto: Parte 1" "Showdown, Part 1"                                     | Dan Riba       | Marty Isenberg  | 9 de fevereiro de 2013 31 de Março de 2013    | 209                |
| Rook tenta lembrar Ben de todas as vezes que ele usou Feedback quando tinha 11 anos, quando na verdade, poderia ter usado aliens mais úteis. Enquanto isso Dr Psychobos, Malware e Khyber vão até Galvan Mark II para matar Azmuth. A Mascote de Khyber também usa seus dois novos predadores: Omnivoracio e Vicetopus. |                                                                             |                |                 |                                               |                    |
| 20 | "Confronto: Parte 2" "Showdown, Part 2"                                     | Jae Hong Kim   | David McDermott | 16 de fevereiro de 2013 31 de Março de 2013   | 210                |
| Malware destrói Galvan B e luta com Ben e Rook para matar Azmuth. |                                                                             |                |                 |                                               |                    |

### Terceira temporada
| No. | Título                                                | Dirigido por               | Escrito por     | Estréia Original                             | Código de produção |
| --- | ----------------------------------------------------- | -------------------------- | --------------- | -------------------------------------------- | ------------------ |
| 21 | "Até que Enfim é Sábado" "T.G.I.S."                   | Chris Berkeley             | Joelle Sellner  | 5 de outubro de 2013 7 de outubro de 2013    | 301                |
| Criaturas desconhecidas atacam Bellwood. Ben Tennyson, Rook Blonko e os demais Encanadores trabalham em equipe com os Os Sábados. |                                                       |                            |                 |                                              |                    |
| 22 | "Problemas Estomacais" "Tummy Trouble"                | Dan Riba                   | Jonathan Callan | 23 de fevereiro de 2013 26 de agosto de 2013 | 302                |
| A Rainha Gourmando é sequestrada pela Armada Incursiana. Ben e Rook devem lutar para devolver a paz entre as sub-espécies do Glutão, Puros e Turvos. |                                                       |                            |                 |                                              |                    |
| 23 | "Loja 23" "Store 23"                                  | Jae Hong Kim               | Matt Wayne      | 26 de janeiro de 2013 12 de agosto de 2013   | 303                |
| Ben encontra seu "eu" de outra dimensão, enquanto procurava pela loja n.º 23 do Sr. Sorvete com Blukic e Driba. |                                                       |                            |                 |                                              |                    |
| 24 | "Vilgax Tem que Morrer" "Vilgax Must Croak!"          | Dan Riba                   | Len Uhley       | 2 de março de 2013 2 de setembro de 2013     | 304                |
| Ben e Rook devem escoltar Vilgax até uma prisão galáctica, mas os Incursianos, Seisseis, Setesete e Oitooito querem destruir Vilgax. |                                                       |                            |                 |                                              |                    |
| 25 | "Ben, de Novo" "Ben Again"                            | Chris Berkeley e John Fang | David McDermott | 19 de janeiro de 2013 25 de Março de 2013    | 305                |
| Eon retorna e troca as mentes dos Ben de 11 e 16 anos de lugar através da suas linhas temporais, e dependem que Paradoxo ajude os dois Bens Tennysons a trocarem suas mentes de volta e derrotarem Eon.                                                                             |                                                       |                            |                 |                                              |                    |
| 26 | "Entrega Especial" "Special Delivery"                 | Dan Riba                   | Eugene Son      | 2 de fevereiro de 2013 19 de agosto de 2013  | 306                |
| Após ter destruído o carro do Sr. Baumann durante uma luta com Thunderpig, Ben tem que fazer entregas especiais na Cidade de Baixo mas seus planos mudam quando Psyphon envia muitos vilões para pegar uma encomenda poderosa que está com Ben.                                     |                                                       |                            |                 |                                              |                    |
| 27 | "Rad" "Rad"                                           | Jae Hong Kim               | Geoffrey Thorne | 30 de março de 2013 23 de setembro de 2013   | 307                |
| Ben e Rook pedem a ajuda de Rad, um contrabandista muito perigoso, para salvarem Encanadores que ficaram presos em um planeta tóxico o qual só podem ser salvos por uma espécie alien perigosa, o Grackflint. No entanto, os Incursianos, liderados por Raff, atacam a nave de Rad. |                                                       |                            |                 |                                              |                    |
| 28 | "Enquanto Você Estava Fora" "While You Were Away!"    | John Fang                  | Amy Wolfram     | 9 de março de 2013 9 de setembro de 2013     | 308                |
| Dr. Psychobos se junta aos Incursianos e à Attea para dominar Revonnah, o planeta natal de Rook e, logo em seguida, a Terra. |                                                       |                            |                 |                                              |                    |
| 29 | "Sapos de Guerra: Parte 1" "The Frogs of War, Part 1" | Dan Riba                   | Marty Isenberg  | 16 de março de 2013 27 de outubro de 2013    | 309                |
| Os Incursianos tomam controle da Terra, então Rook e os Encanadores devem detê-los, enquanto Ben está de alguma maneira desaparecido. |                                                       |                            |                 |                                              |                    |
| 30 | "Sapos de Guerra: Parte 2" "The Frogs of War, Part 2" | Jae Hong Kim               | Len Uhley       | 16 de março de 2013 27 de outubro de 2013    | 310                |
| Ben, Rook, Gwen e Kevin devem encontrar uma solução para deter os Incursianos de uma vez por todas. |                                                       |                            |                 |                                              |                    |

### Quarta temporada
| No. | Título                                                    | Dirigido por | Escrito por         | Estréia Original                              | Código de produção |
| --- | --------------------------------------------------------- | ------------ | ------------------- | --------------------------------------------- | ------------------ |
| 31 | "Comida na Esquina" "Food Around the Corner"              | John Fang    | Eugene Son          | 12 de outubro de 2013 14 de outubro de 2013   | 401                |
| Ben como Gravattack tenta moderar um frágil tratado de paz, mas deve suportar o ataque de pequenas pulgas alienígenas, que habitam seu corpo.          |                                                           |              |                     |                                               |                    |
| 32 | "O Roubo Supremo" "The Ultimate Heist"                    | Dan Riba     | David McDermott     | 16 de novembro de 2013 18 de novembro de 2013 | 402                |
| Albedo procura um dispositivo que vai finalmente mudá-lo de volta para sua forma Galvan, entretanto, Ben está trancado na Prisão Encanadora HQ.        |                                                           |              |                     |                                               |                    |
| 33 | "Oh Mãe, Onde Estás?" "O Mother, Where Art Thou?"         | Dan Riba     | Dean Stefan         | 19 de outubro de 2013 21 de outubro de 2013   | 403                |
| A Mãe Vreedle ameaça explodir o sol se Ben e os Encanadores não encontrarem o seu filhinho desaparecido!                                               |                                                           |              |                     |                                               |                    |
| 34 | "O Monstro de Max" "Max's Monster"                        | John Fang    | Len Wein            | 7 de dezembro de 2013 6 de dezembro de 2013   | 404                |
| Phil engana Max, Ben e Rook para pegar Megawhatts para ganhar mais energia.                                                                            |                                                           |              |                     |                                               |                    |
| 35 | "Reprise do Mal" "Evil's Encore"                          | Jae Hong Kim | Thomas Pugsley      | 6 de abril de 2013 30 de setembro de 2013     | 405                |
| Em um flashback, Dr. Animal foge de sua cadeia no Monte Rushmore e pretende usar as antenas dos Encanadores para espalhar seu raio mutante pelo mundo. |                                                           |              |                     |                                               |                    |
| 36 | "De Volta à Eternidade" "Return to Forever"               | Jae Hong Kim | Len Uhley           | 26 de outubro de 2013 28 de outubro de 2013   | 406                |
| Os Cavaleiros Eternos retornam, ameaçando usar uma arma sinistra capaz de apagar todo o DNA alienígena da Terra, se Ben e Rook não agirem.             |                                                           |              |                     |                                               |                    |
| 37 | "Lama é Mais Grossa que Água" "Mud Is Thicker Than Water" | John Fang    | Eugene Son          | 2 de novembro de 2013 4 de novembro de 2013   | 407                |
| Ben, Gwen e sua prima Lucy tentam descobrir como os capangas de Psyphon estão recebendo tecnologia encanadora.                                         |                                                           |              |                     |                                               |                    |
| 38 | "OTTO Motivos" "OTTO Motives"                             | Dan Riba     | David McDermott     | 9 de novembro de 2013 11 de novembro de 2013  | 408                |
| Kevin, Rook e Argit encontram um velho inimigo do Nulificador enquanto participavam de um auto-show inter-galáctico.                                   |                                                           |              |                     |                                               |                    |
| 39 | "Um Punhado de Cérebros" "A Fistful of Brains"            | Jae Hong Kim | Charlotte Fullerton | 23 de novembro de 2013 25 de novembro de 2013 | 409                |
| Max e Rook procuram Ben por toda a galaxia, mas não o encontram, e o que não sabem é que o herói está preso em uma reserva de caça pessoal do Khyber.  |                                                           |              |                     |                                               |                    |
| 40 | "Por Mais Alguns Cérebros" "For a Few Brains More"        | John Fang    | Matt Wayne          | 30 de novembro de 2013 25 de novembro de 2013 | 410                |
| Ben, Rook e Max devem impedir que Albedo Supremo absorva a inteligência de Azmuth e conquiste a galáxia.                                               |                                                           |              |                     |                                               |                    |

### Quinta temporada (Monstros Galácticos)
| No. |                                                                    | Dirigido por            | Escrito por                       | Estréia Original                            | Código de produção |
| --- | ------------------------------------------------------------------ | ----------------------- | --------------------------------- | ------------------------------------------- | ------------------ |
| 41 | "Tem Zombozo Vindo Aí" "Something Zombozo This Way Comes"          | Dan Riba                | Charlotte Fullerton               | 15 de fevereiro de 2014 4 de abril de 2014  | 501                |
| Depois de muito tempo sem combater ninguém, Ben e Rook descobrem um circo liderado por Zombozo e Psicoloucos, que apareceram para transformar todos em Bellwood (incluindo os encanadores) em palhaços zumbis. Agora Ben terá que superar seu medo de palhaços para salvar o povo de Bellwood.                                                                                               |                                                                    |                         |                                   |                                             |                    |
| 42 | "Mistério, Incorpóreo" "Mystery, Incorporeal"                      | Jae Hong Kim            | Matt Wayne                        | 22 de fevereiro de 2014 11 de abril de 2014 | 502                |
| Ben e Rook vão visitar Gwen e Kevin na faculdade onde ela estuda. Mas lá descobrem que Estrela Sombria se disfarçou de um estudante e vai se vingar usando os monstros de pedra de Encantriz e Gwen para abrir um portal para Ledgerdomain. |                                                                    |                         |                                   |                                             |                    |
| 43 | "A Bengança é Minha" "Bengeance Is Mine!"                          | John Fang               | Eugene Son                        | 1 de março de 2014 25 de abril de 2014      | 503                |
| Bill Gacks, um encanador (de verdade) que se assemelha a Vilgax, acaba acionando uma arma de Vilgax que está programada a criar lulas gigantes para destruir Bellwood, quando reparava um cano. Quando Psyphon encontra Bill, ele o confunde com Vilgax, então fica contente ao saber que seu mestre voltou, dizendo fazer o que ele pedir. Enquanto isso, Ben e Rook tentam deter as lulas. |                                                                    |                         |                                   |                                             |                    |
| 44 | "Um LobisBen Americano em Londres" "An American Benwolf in London" | Dan Riba                | David McDermott                   | 8 de março de 2014 2 de maio de 2014        | 504                |
| Ben e Rook viajam a Londres para ajudar Wen Green, que foi sequestrado pelos Cavaleiros Eternos, que querem uma espada mágica localizada na capital britânica. |                                                                    |                         |                                   |                                             |                    |
| 45 | "Loucuras do Animal" "Animo Crackers"                              | Jae Hong Kim            | Len Uhley                         | 15 de março de 2014 9 de maio de 2014       | 505                |
| Dr. Animal é libertado da prisão com a ajuda de seu eu-futuro. Então Ben e Rook tem que impedi-los de executar seu plano de encher a Terra de animais mutantes. |                                                                    |                         |                                   |                                             |                    |
| 46 | "Festa dos Monstros com o Rad" "Rad Monster Party"                 | John Fang e Jae Woo Kim | Jonathan Callan                   | 22 de março de 2014 16 de maio de 2014      | 506                |
| Ao passar por Anur Transyl em uma viagem para deixar o corpo de Dr. Viktor na estação dos Encanadores, Ben, Rook, Rad e Hobble ficão presos no tenebroso planeta. Mas não contavam que Zs' Skayr (o nome real do Fantasmático), junto com os seus assustadores lacaios, os ataquem. |                                                                    |                         |                                   |                                             |                    |
| 47 | "Encantada, com Certeza!" "Charmed, I'm Sure!"                     | Dan Riba                | Charlotte Fullerton e Kevin Rubio | 29 de março de 2014 23 de maio de 2014      | 507                |
| Depois que Zs' Skayr rouba a Runa Alfa, Encantriz pede a ajuda de Ben, Rook e Hobble para conseguí-la de volta. Enquanto isso, Ben está com espinhas no rosto por causa da evolução do Fogo Fátuo. |                                                                    |                         |                                   |                                             |                    |
| 48 | "O Vampiro Contra-Ataca" "The Vampire Strikes Back"                | Jae Hong Kim            | Len Uhley                         | 5 de abril de 2014 30 de maio de 2014       | 508                |
| Usando o poder da Runa Alfa, Zs' Skayr desperta o Lord Transyl, um vampiro alienígena capaz de hipnotizar qualquer ser e o transformar em seu escravo fiel. Ben, Rook, Rad e Hubble vão tentar dete-los. |                                                                    |                         |                                   |                                             |                    |
| 49 | "E Então Não Havia Mais Ninguem" "And Then There Were None"        | Jae Woo Kim             | Eugene Son                        | 6 de outubro de 2014 27 de setembro de 2015 | 509                |
| Eon e Vilgax planejam destruir o único Ben de uma realidade temporal que não encontrou o Omnitrix, então Paradoxo reúne outros Bens de outras realidades para confrontar os dois. |                                                                    |                         |                                   |                                             |                    |
| 50 | "E Então Havia Mais O Ben" "And Then There Was Ben"                | Dan Riba                | Thomas Pugsley                    | 6 de outubro de 2014 27 de setembro de 2015 | 510                |
| Ben e Paradoxo reúnem Bens de outras dimensões para impedir Vilgax de destruir todas as linhas temporais em que Ben encontrou o Omnitrix. |                                                                    |                         |                                   |                                             |                    |

### Sexta temporada
| No. | Título                                                          | Dirigido por | Escrito por                       | Estréia Original                            | Código de produção |
| --- | --------------------------------------------------------------- | ------------ | --------------------------------- | ------------------------------------------- | ------------------ |
| 51 | "Briga de Gato" "Catfight"                                      | Jae Hong Kim | David McDermott                   | 12 de abril de 2014 6 de junho de 2014      | 601                |
| Niancy Chan hipnotiza Ben enquanto ele estava na forma de Rath, e o faz seguir suas ordens. Enquanto isso, Princesa Looma quer se casar com Ben em sua forma de Quatro Braços e Attea quer se casar com Ben em sua forma de Bullfrag.                     |                                                                 |              |                                   |                                             |                    |
| 52 | "Colecione Isso" "Collect This!"                                | Jae Hong Kim | Michael Ryan                      | 19 de abril de 2014 13 de junho de 2014     | 602                |
| Ben descobre que Professor Blarney está fazendo um programa com um Ben falso (um ator) e um ajudante do "Ben" (que é na verdade Simian). Mas Simian tem planos de entregar a Terra para Colectimus (um colecionador que coloca seus pertences em cartas). |                                                                 |              |                                   |                                             |                    |
| 53 | "Os Vingadores" "The Vengers"                                   | Jae Woo Kim  | Charlotte Fullerton e Kevin Rubio | 8 de outubro de 2014 20 de junho de 2014    | 603                |
| Billy Billions procura a ajuda de Mazuma, Will Arenga, Canguru Comando, e o Capitão Nemesis para formar uma equipe: Os Vingadores, e destruir Ben Tennyson.                                                                                               |                                                                 |              |                                   |                                             |                    |
| 54 | "Cospe Fora" "Cough It Up!"                                     | Jae Woo Kim  | Robert Hoegee                     | 9 de outubro de 2014 27 de junho de 2014    | 604                |
| Psyphon e sua gangue vão atrás de Argit que está com algo que eles querem. Ben, Rook e Spanner lutam contra eles. |                                                                 |              |                                   |                                             |                    |
| 55 | "A Raiz de Todo o Mal" "The Rooters of All Evil"                | Dan Riba     | Len Uhley                         | 10 de outubro de 2014 4 de julho de 2014    | 605                |
| Os Desentupidores (unidade de elite dos encanadores) vão à procura de Kevin para formar um exército e Ben vai tentar proteger o amigo. |                                                                 |              |                                   |                                             |                    |
| 56 | "Blukic e Driba vão à Área 51" "Blukic and Driba Go to Area 51" | Jae Woo Kim  | Eugene Son                        | 13 de outubro de 2014 11 de julho de 2014   | 606                |
| Blukic e Driba precisam ir à Área 51 pegar a nave de uma velha amiga. |                                                                 |              |                                   |                                             |                    |
| 57 | "Não Há Honra Entre Irmãos" "No Honor Among Bros"               | Dan Riba     | David McDermott                   | 14 de outubro de 2014 18 de julho de 2014   | 607                |
| Após Rook começar a agir como um "mano" pela influência de Fistrick, Ben tem que salvá-lo. |                                                                 |              |                                   |                                             |                    |
| 58 | "Universo contra Tennyson" "Universe vs. Tennyson"              | Jae Woo Kim  | Marty Isenberg                    | 15 de outubro de 2014 25 de julho de 2014   | 608                |
| Ben é levado ao Tribunal intergaláctico por Celestialsapiens por ter criado um novo Universo. |                                                                 |              |                                   |                                             |                    |
| 59 | "Arma XI (Parte 1)" "Weapon XI (Part 1)"                        | Dan Riba     | Charlotte Fullerton e Kevin Rubio | 16 de outubro de 2014 2 de novembro de 2014 | 609                |
| Kevin e Argit tentam alertar alguns encanadores sobre os Desentupidores. Ben, Rook e Gwen vão ajudar e eles vão para o Nulificador. |                                                                 |              |                                   |                                             |                    |
| 60 | "Arma XI (Parte 2)" "Weapon XI (Part 1)"                        | Jae Hong Kim | Matt Wayne                        | 17 de outubro de 2014 2 de novembro de 2014 | 610                |
| Depois dos Desentupidores terem controlado a mente dos encanadores, ele os manda para destruir Ben Tennyson. |                                                                 |              |                                   |                                             |                    |

### Sétima temporada
| No. | Título                                                                                 | Dirigido por | Escrito por                   | Estréia Original                             | Código de produção |
| --- | -------------------------------------------------------------------------------------- | ------------ | ----------------------------- | -------------------------------------------- | ------------------ |
| 61 | "Clyde 5" "Clyde 5"                                                                    | Jae Woo Kim  | David McDermott               | 20 de outubro de 2014 1 de março de 2015     | 701                |
| O primo de Ben, Clyde, quer se tornar um super herói, então ele vira o Clyde Cinco através de uma tecnologia Techadon.                                                        |                                                                                        |              |                               |                                              |                    |
| 62 | "Histórias do Rook" "Rook Tales"                                                       | Dan Riba     | Robert Hoegee                 | 21 de outubro de 2014 1 de março de 2015     | 702                |
| O ex-professor de Rook, Mestre Kundo, está disposto a salvar tradições a qualquer custo, então ele vai à terra atras de Rook e seus irmãos para levá-los de volta a Revonnah. |                                                                                        |              |                               |                                              |                    |
| 63 | "Faculdade de Encantamento" "Charm School"                                             | Jae Hong Kim | Jonathan Callan               | 22 de outubro de 2014 4 de março de 2015     | 703                |
| Encantriz ataca a faculdade de Gwen para pegar as coisas de Rex. |                                                                                        |              |                               |                                              |                    |
| 64 | "A Canção do Senhor Baumann" "The Ballad of Mr. Baumann"                               | Jae Woo Kim  | Thomas Pugsley                | 23 de outubro de 2014 11 de março de 2015    | 704                |
| Após descobrir que o temperamento do Senhor Baumann, o lojista ranzinza, é assim por ele ser solitário, Ben descobre que ele está apaixonado por uma mulher aquática.         |                                                                                        |              |                               |                                              |                    |
| 65 | "Briga no Museu" "Fight at the Museum"                                                 | Dan Riba     | Kevin Rubio e David McDermott | 24 de outubro de 2014 18 de março de 2015    | 705                |
| Quando Ester convida Ben para uma peça de museu, eles encontram a ex-paixão de Ben, Kai.                                                                                      |                                                                                        |              |                               |                                              |                    |
| 66 | "Limites" "Breakpoint"                                                                 | Jae Hong Kim | Dani Michaeli                 | 27 de outubro de 2014 25 de março de 2015    | 706                |
| Fistrick usa uma mascara programada para fazer ele parecer-se com Ben. E quando Ben descobre, ele e Rook seguem Fistrick para ver o que está acontecendo.                     |                                                                                        |              |                               |                                              |                    |
| 67 | "A Cor do Macaco" "The Color of Monkey"                                                | Jae Woo Kim  | Amy Keating Rogers            | 28 de outubro de 2014 28 de setembro de 2015 | 707                |
| O vigarista mais famoso de todos, Argit, com um sócio barra pesada, Simian, estão em um novo negócio chocante.                                                                |                                                                                        |              |                               |                                              |                    |
| 68 | "Vreedlemania" "Vreedlemania"                                                          | Dan Riba     | Len Uhley                     | 29 de outubro de 2014 29 de setembro de 2015 | 708                |
| Pai Vreedle se reúne com Mãe Vreedle e os outros, para causar uma destruição cósmica total!                                                                                   |                                                                                        |              |                               |                                              |                    |
| 69 | "O Mundo Irado, Irado, Irado do Ben, Parte 1" "It's a Mad, Mad, Mad Ben World, Part 1" | Jae Hong Kim | Marty Isenberg                | 30 de outubro de 2014 11 de outubro de 2015  | 709                |
| Após uma briga com os servos de Maltruant, Ben e o Ben da dimensão 23 vão parar em outra realidade em que há um Ben do mal. Então eles vão tentar sobreviver.                 |                                                                                        |              |                               |                                              |                    |
| 70 | "O Mundo Irado, Irado, Irado do Ben, Parte 2" "It's a Mad, Mad, Mad Ben World, Part 2" | Jae Woo Kim  | Len Wein                      | 31 de outubro de 2014 11 de outubro de 2015  | 710                |
| Com a ajuda do Dr. Psychobos, Ben 23 e Ben bolam com sucesso uma fuga e fazem uma revolução na mina de trabalho do Ben Insano.                                                |                                                                                        |              |                               |                                              |                    |

### Oitava temporada
| No. | Título | Dirigido por | Escrito por                   | Estréia Original                                                    | Código de produção |
| --- | --- | ------------ | ----------------------------- | ------------------------------------------------------------------- | ------------------ |
| 71 | "De Hedorium Até a Eternidade (BR) De Hedorium Para a Eternidade (PT)" "From Hedorium to Eternity"                 | Dan Riba     | Eric Wallace                  | 3 de novembro de 2014 30 de setembro de 2015 12 de outubro de 2015  | 801                |
| Aos 11 anos de idade Ben, Gwen, e seus amigos entram em uma aventura no seu próprio quintal. | |              |                               |                                                                     |                    |
| 72 | "Grudado em Você (BR) Junto a Ti (PT)" "Stuck on You!"                                                             | Jae Hong Kim | Richard Pursel                | 4 de novembro de 2014 1 de outubro de 2015 13 de outubro de 2015    | 802                |
| Khyber, auxiliado por uma simbiose biologia, chamado Skurd, ataca Ben e Rook, mas Skurd vira aliado de Ben.                                                                                       | |              |                               |                                                                     |                    |
| 73 | "Vamos Refazer a Guerra do Tempo (BR) Vamos Fazer a Guerra Temporal Novamente (PT)" "Let's Do the Time War Again!" | Jae Woo Kim  | Kevin Rubio e David McDermott | 5 de novembro de 2014 2 de outubro de 2015 14 de outubro de 2015    | 803                |
| Ben, Skurd e Rook encontram-se presos em um loop infinito no tempo com inimigos do futuro que atacam Bellwood.                                                                                    | |              |                               |                                                                     |                    |
| 74 | "Segredo de Dos Santos (BR) O Segredo de Dos Santos (PT)" "Secret of Dos Santos"                                   | Dan Riba     | Thomas Pugsley                | 6 de novembro de 2014 18 de setembro de 2015 15 de outubro de 2015  | 804                |
| Ben e Rook se juntam a Kai à procura de uma perigosa relíquia alienígena pela América do Sul. | |              |                               |                                                                     |                    |
| 75 | "A Terceira Vez é Mágica (BR) À Terceira é de Vez (PT)" "Third Time's a Charm"                                     | Jae Hong Kim | Jonathan Callan               | 7 de novembro de 2014 14 de setembro de 2015 19 de outubro de 2015  | 805                |
| Encantriz retorna para se vingar de Gwendolyn de uma vez por todas. | |              |                               |                                                                     |                    |
| 76 | "A Última Contagem Regressiva (BR) A Contagem Final (PT)" "Final Countdown"                                        | Jae Woo Kim  | Geoffrey Thorne               | 10 de novembro de 2014 15 de setembro de 2015 20 de outubro de 2015 | 806                |
| Rook e pequenos encanadores devem defender o QG de uma misteriosa rebelião. | |              |                               |                                                                     |                    |
| 77 | "O Ataque de Malgax (BR) Malgax Ataca (PT)" "Malgax Attacks"                                                       | Dan Riba     | Eric Wallace                  | 11 de novembro de 2014 16 de setembro de 2015 21 de outubro de 2015 | 807                |
| Ben finalmente consegue se livrar de Skurd, justamente quando ele mais precisa da bolha simbiótica. Nisso, Vilgax e Albedo se juntam e atacam Galvan Prime II e usam um velho conhecido, Malware. | |              |                               |                                                                     |                    |
| 78 | "O Programa Mais Perigoso (BR) O Concurso de Televisão Mais Perigoso (PT)" "The Most Dangerous Game Show"          | Jae Hong Kim | Yuri Lowenthal                | 12 de novembro de 2014 17 de setembro de 2015 22 de outubro de 2015 | 808                |
| Ben luta por sua vida no Reality Show Alienígena de Charles Zenith. | |              |                               |                                                                     |                    |
| 79 | "O Fim de Uma Era (BR/PT)" "The End of an Era"                                                                     | Jae Woo Kim  | Kevin Rubio e David McDermott | 13 de novembro de 2014 21 de setembro de 2015 26 de outubro de 2015 | 809                |
| A Guerra Temporal está chegando a sua dramática conclusão final, com o destino de todo o Universo, e tudo nele desde o início dos tempos nas mãos de Benjamin Kirby Tennyson.                     | |              |                               |                                                                     |                    |
| 80 | "O Novo Amanhecer (BR) Uma Nova Era (PT)" "A New Dawn"                                                             | Dan Riba     | Matt Youngberg                | 14 de novembro de 2014 22 de setembro de 2015 27 de outubro de 2015 | 810                |
| A Guerra Temporal faz com que Ben, Rook e George Washington se juntem para combater um conquistador alienígena.                                                                                   | |              |                               |                                                                     |                    |